# Panke
 (mars 2015).
Si vous disposez d'ouvrages ou d'articles de référence ou si vous connaissez des sites web de qualité traitant du thème abordé ici, merci de compléter l'article en donnant les références utiles à sa vérifiabilité et en les liant à la section « Notes et références ».
La Panke est un cours d'eau du nord-est de l'Allemagne qui prend sa source à Bernau bei Berlin dans le Brandebourg et se jette dans la Spree à Berlin-Moabit avec un dénivelé de 33 m. Elle appartient au bassin versant de l'Elbe qui se jette dans la mer du Nord. Elle est longue de 29 km, dont 20,2 km dans le Land de Berlin. Elle a donné son nom à la commune de Panketal et au quartier berlinois de Pankow.
Elle suit une vallée tunnel qui s'étend du nord-est au sud-ouest sur le plateau de Barnim depuis la dernière glaciation. Pendant la révolution industrielle de la fin du XIXe siècle, l'augmentation de la population et les nombreuses usines avoisinantes ont fortement pollué le ruisseau qu'on surnommait Stinkepanke « la Panke puante ». Les travaux d'assainissement et les mesures environnementales prises au fil du XXe siècle ont considérablement amélioré la qualité de son eau. Son bassin de 198,3 km2, dont environ un quart (46,8 km2) se trouve à Berlin, est maintenant peuplé à hauteur de 2 269 hab/km2. La partition de Berlin de 1948 à 1990 a sectionné la Panke au niveau de la Chausseestraße où l'eau s'écoulait dans des buses. Encore aujourd'hui, on parle de Nordpanke et de Südpanke pour désigner l'amont du ruisseau à Berlin-Est et l'aval à Berlin-Ouest.

## Étymologie

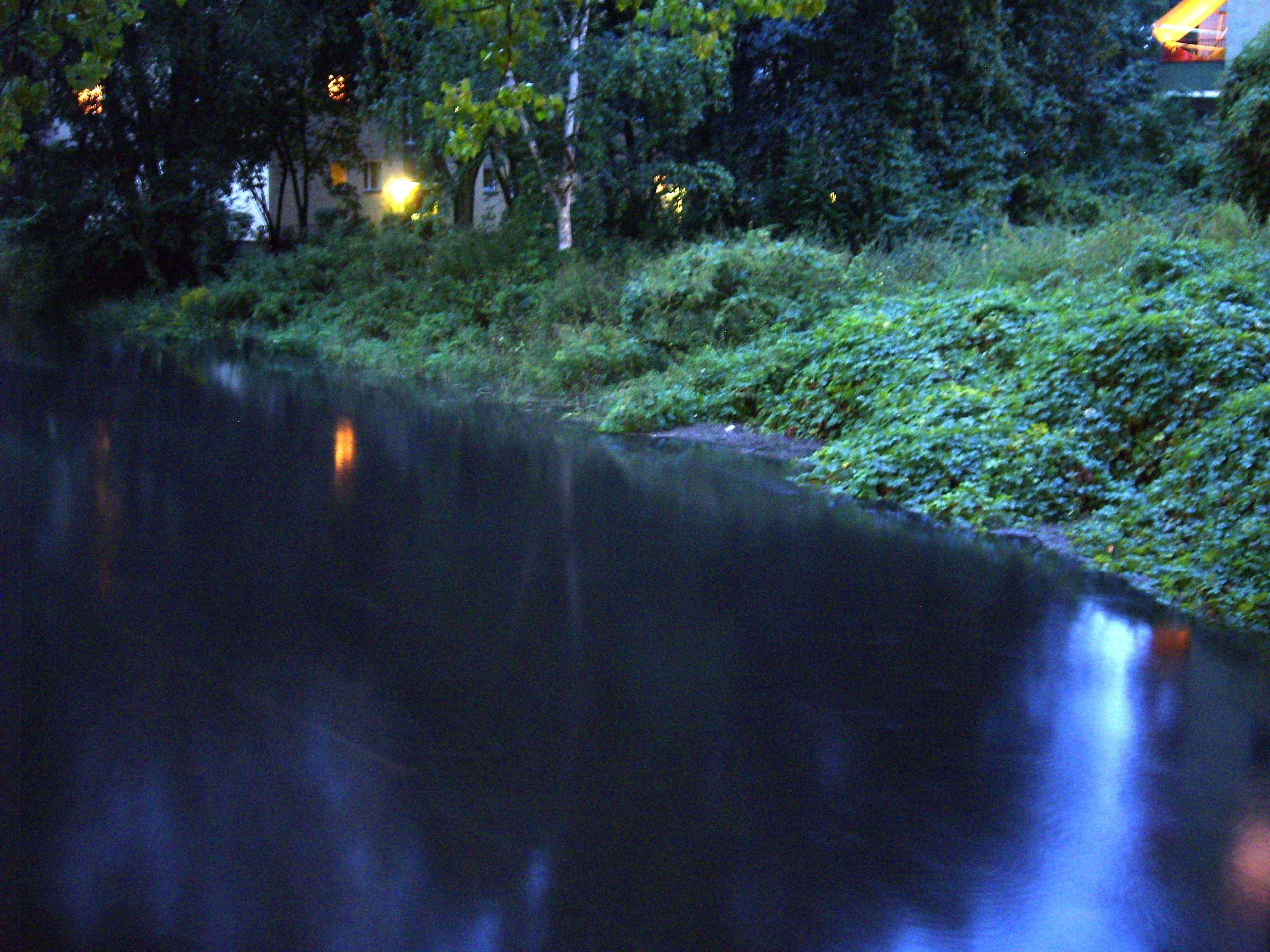
La Panke pendant une crue, photo prise depuis le pont Walter-Röber à Berlin-Gesundbrunnen le 20 juin 2009.

Le nom du ruisseau a une origine slave. Elle remonte probablement au mot polabe pak, qui signifie « épi » ou « bourgeon ». Selon Reinhard E. Fischer, « la signification du mot [aurait un rapport] avec l'eau jaillissante du ruisseau en crue. » Les Polabes étaient un peuple établi dans le bassin du cours d'eau. Une autre origine possible est le mot pankowe qui se traduit par « ruisseau tourbillonnant ». La racine Pankowe a une parenté avec l'étymon slave ponikva. Surtout pendant les crues de printemps et d'automne, les remous et les tourbillons du ruisseau s'écoulant sur peu de dénivellation ont pu frapper les esprits. Une troisième origine possible se rapporte à pania, un « bas-marais » ou une « zone alluviale peu accidentée », ce qui correspondrait aux paysages de Bernau, près de la source du ruisseau, qui dispose d'une grande zone d'expansion de crue.

## Parcours
La Panke prend sa source au nord-est de Bernau. En 1842, on a construit la ligne de Berlin à Szczecin le long du cours supérieur du ruisseau qui se poursuit vers le sud-est et le centre-ville de Bernau. Il rejoint ensuite Panketal et passe sous la Bundesautobahn 11.
Le ruisseau passe la frontière de Brandebourg à Berlin au sud de Panketal, à Röntgental, et traverse l'arrondissement de Pankow du nord au sud, à travers les quartiers de Buch. Il croise la Bundesautobahn 10 (le périphérique berlinois) et continue sa route vers le sud, en délimitant Berlin-Karow et Berlin-Blankenburg par l'ouest avec Berlin-Französisch Buchholz. Joint par un petit ruisseau nommé Schmöckpfuhlgraben (« le fossé de Schmöckpfuhl »), il passe entre les quartiers de Berlin-Pankow et Berlin-Niederschönhausen à travers les jardins du château de Schönhausen et Majakowskiring.
Les derniers méandres de la Panke passe par les quartiers plus denses de Berlin Gesundbrunnen et Wedding. Comme ces derniers quartiers étaient situés à Berlin-Ouest, on parle de Südpanke par opposition à l'amont du ruissean Nordpanke situé à Berlin-Est. La Panke est ici complètement canalisée et partiellement souterraine. Des chemins de randonnées ou des pistes cyclables longe le ruisseau sur toute sa longueur. Aujourd'hui, la Panke a deux embouchures : la première à Nordhafen dans le canal de navigation de Berlin-Spandau et la seconde, beaucoup plus petite, directement dans la Spree près du théâtre Berliner Ensemble.

## Débit moyen
| Point de mesure | Bassin de la Panke jusqu'au point de mesure | m³/s  | m³/h |
| --------------- | ------------------------------------------- | ----- | ---- |
| 9,6             | 1,70 km2                                    | 0,010 | 36   |
| 9               | 17,12 km2                                   | 0,102 | 367  |
| 8               | 22,63 km2                                   | 0,127 | 457  |
| 7               | 25,12 km2                                   | 0,134 | 482  |
| 6               | 28,99 km2                                   | 0,149 | 536  |
| 5               | 29,33 km2                                   | 0,148 | 533  |
| 4               | 31,08 km2                                   | 0,167 | 601  |
| 3               | 36,16 km2                                   | 0,168 | 605  |
| 2               | 37,24 km2                                   | 0,173 | 623  |
| 1               | 39,45 km2                                   | 0,210 | 756  |
| 0               | 42,00 km2                                   | 0,219 | 788  |

## Galerie

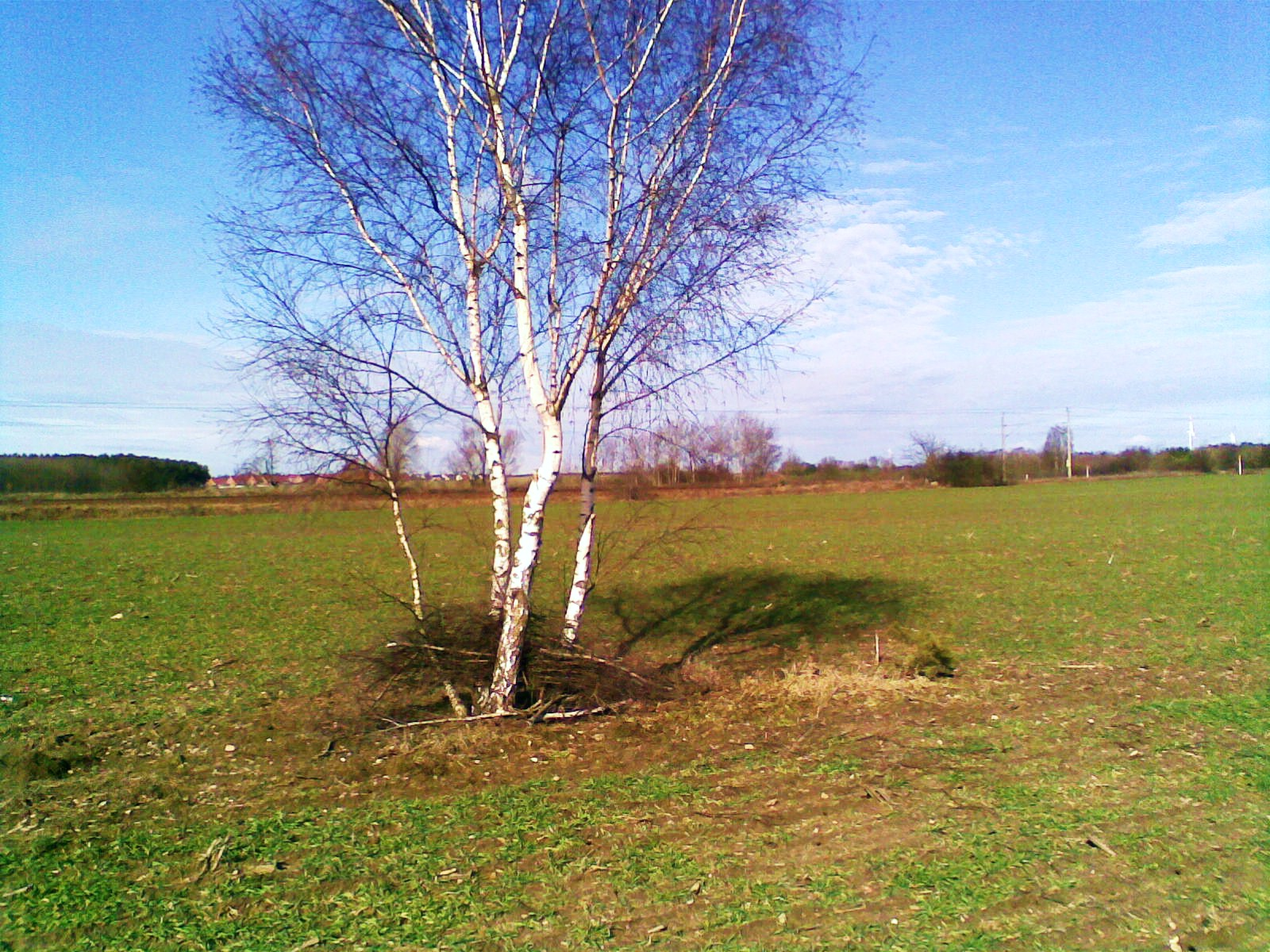
La source de la Panke est souterraine.
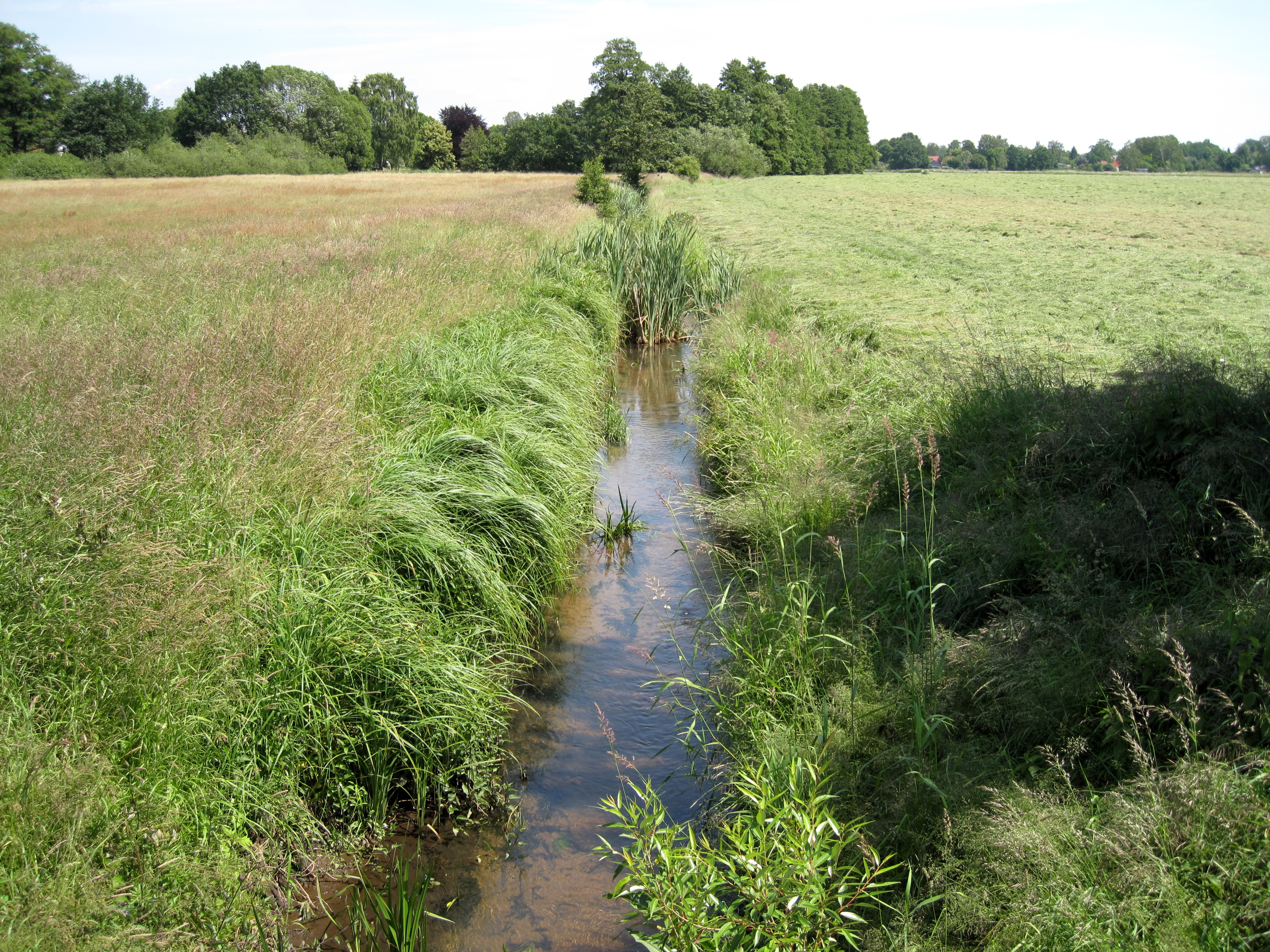
Dans le pré Pölnitz à Berlin-Buch.
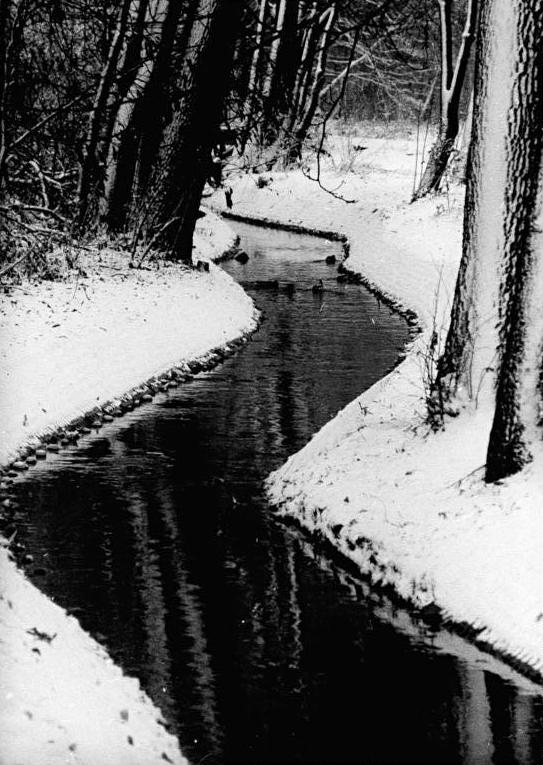
Dans le Schlosspark Buch en hiver 1984
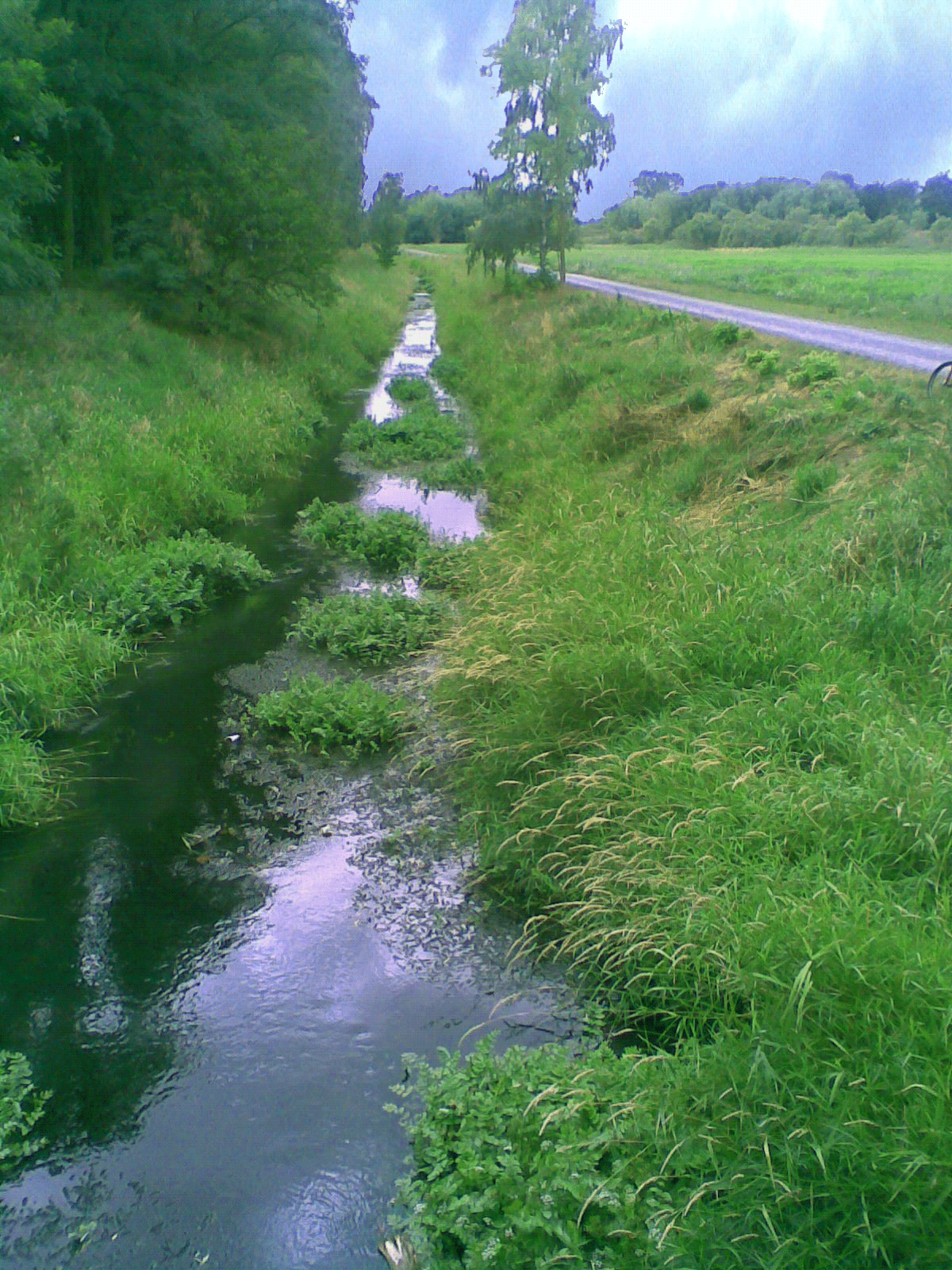
Vers le Pankgrafenbrücke
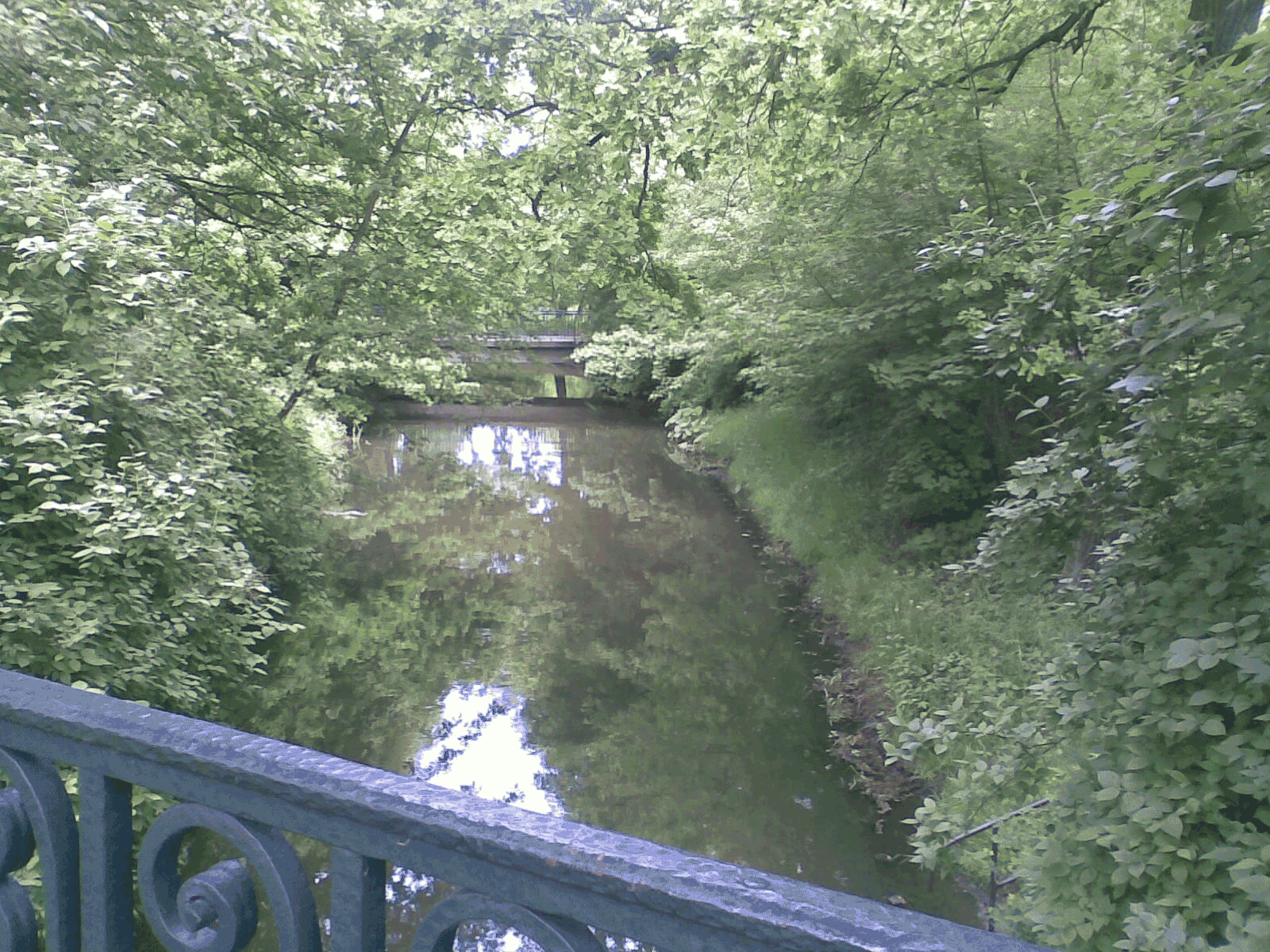
Au pont de l'Ossietzkystraße
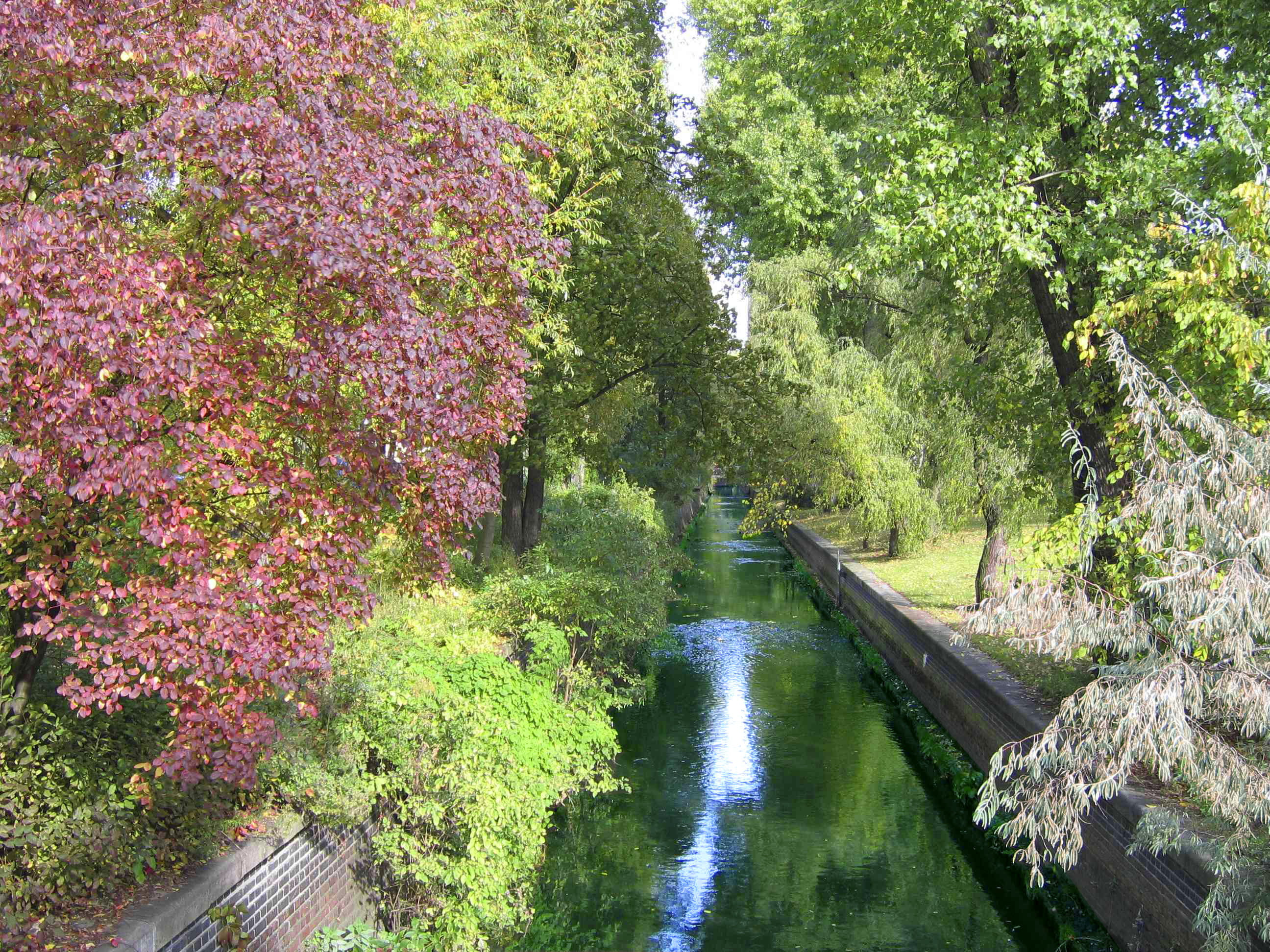
La Panke canalisée à Berlin-Gesundbrunnen
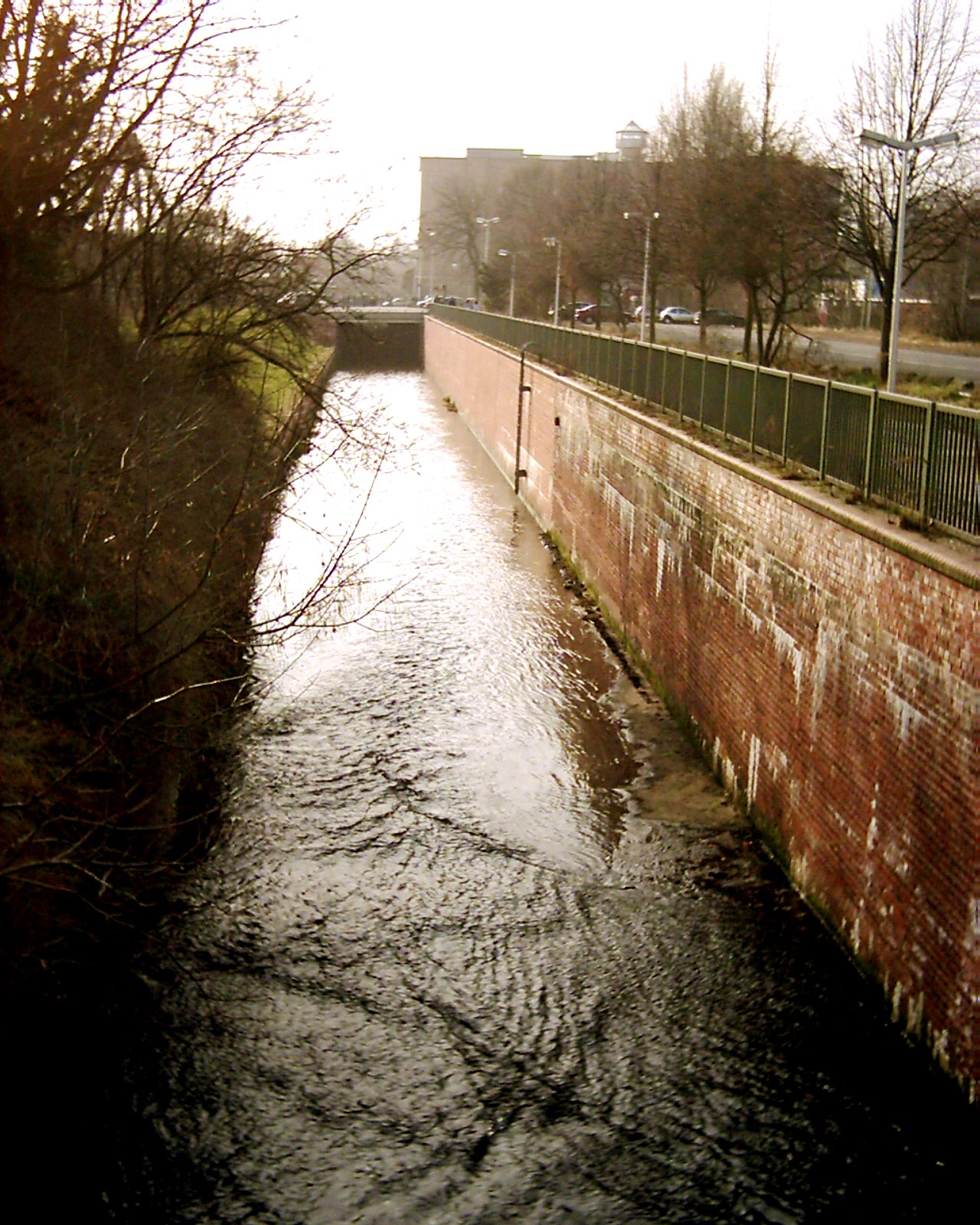
Sous la Chausseestraße
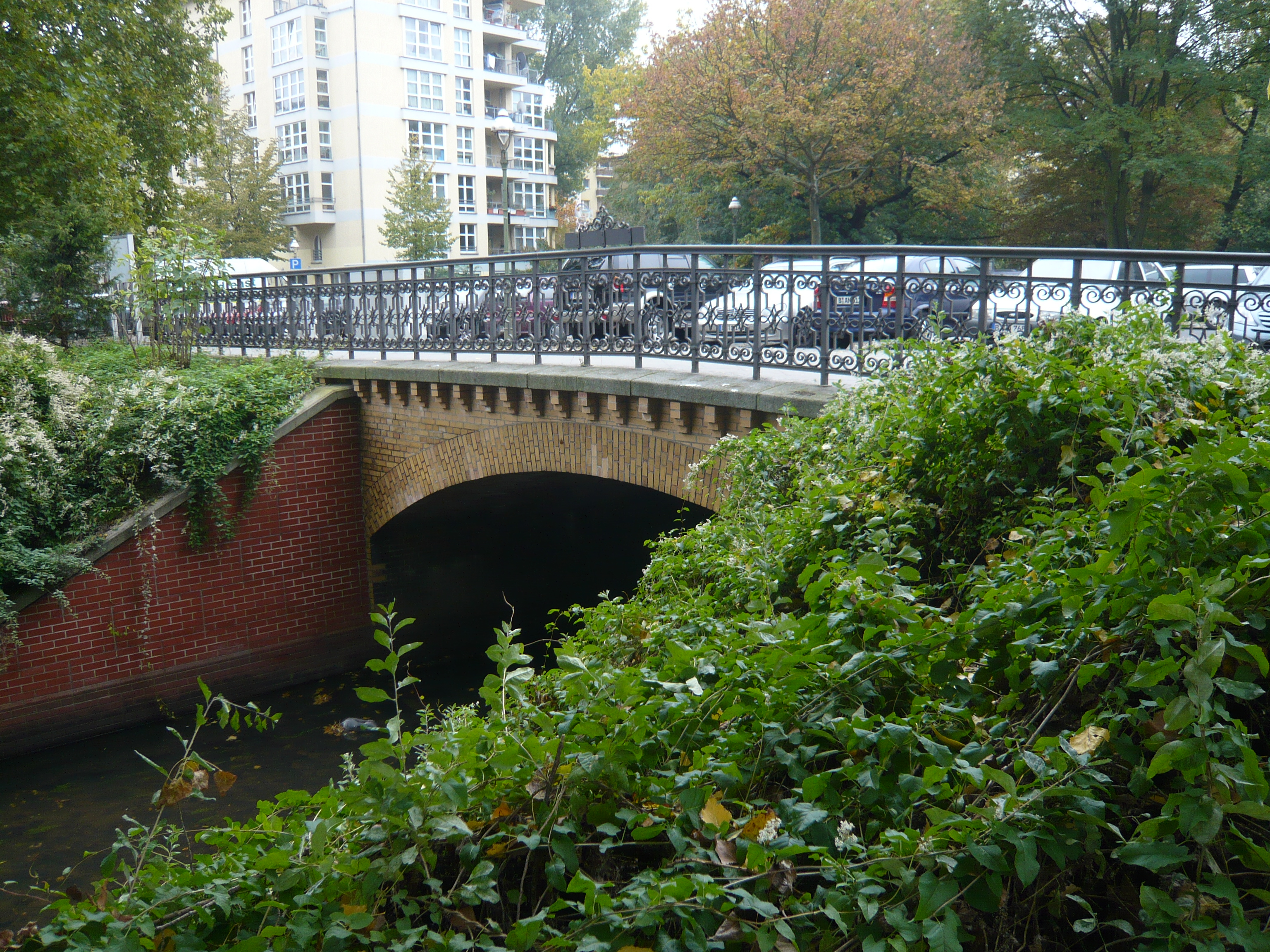
Sous la Schönwalder Straße à Berlin-Wedding
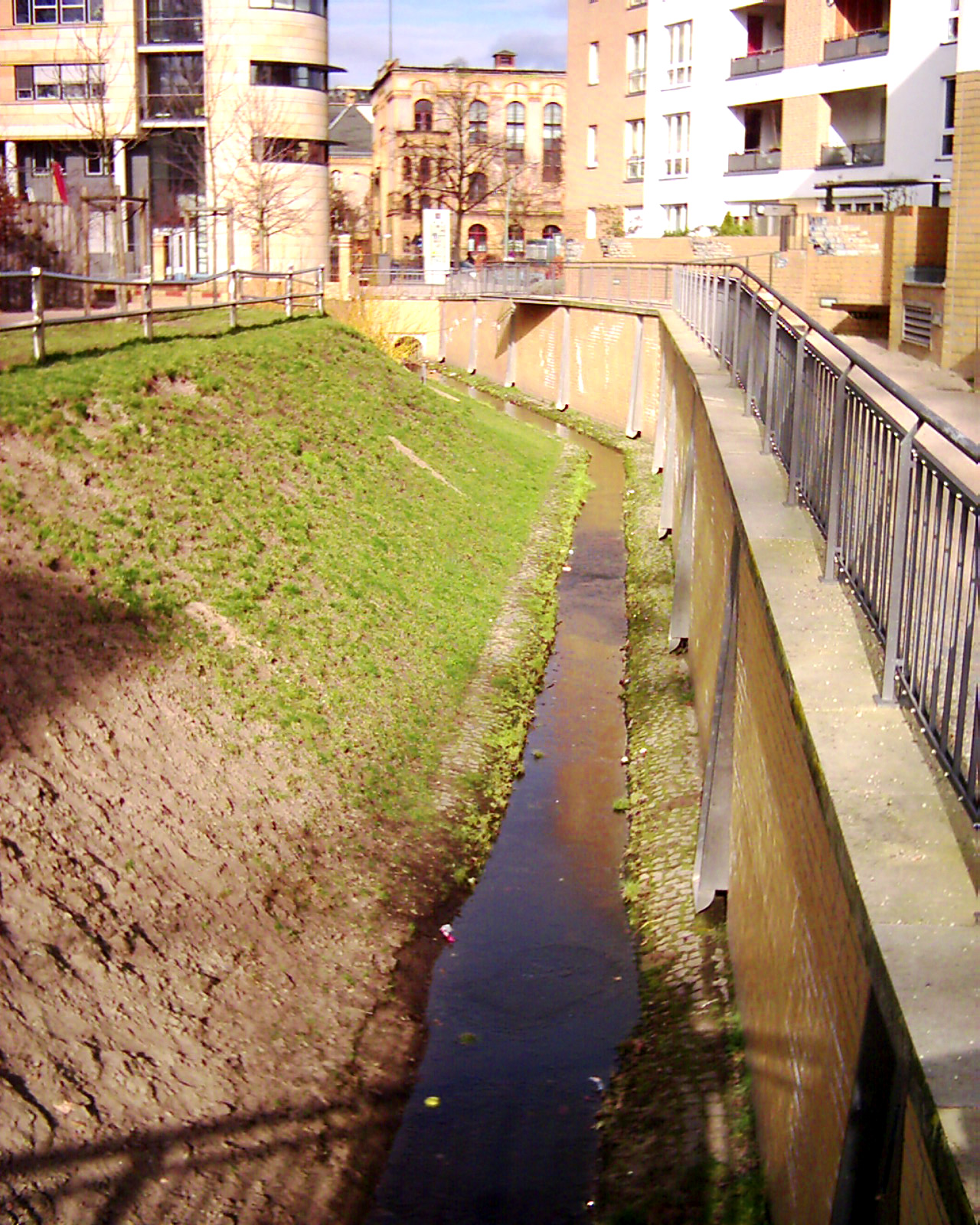
Le deuxième bras, rejoignant le Spree (aménagé en 2008)
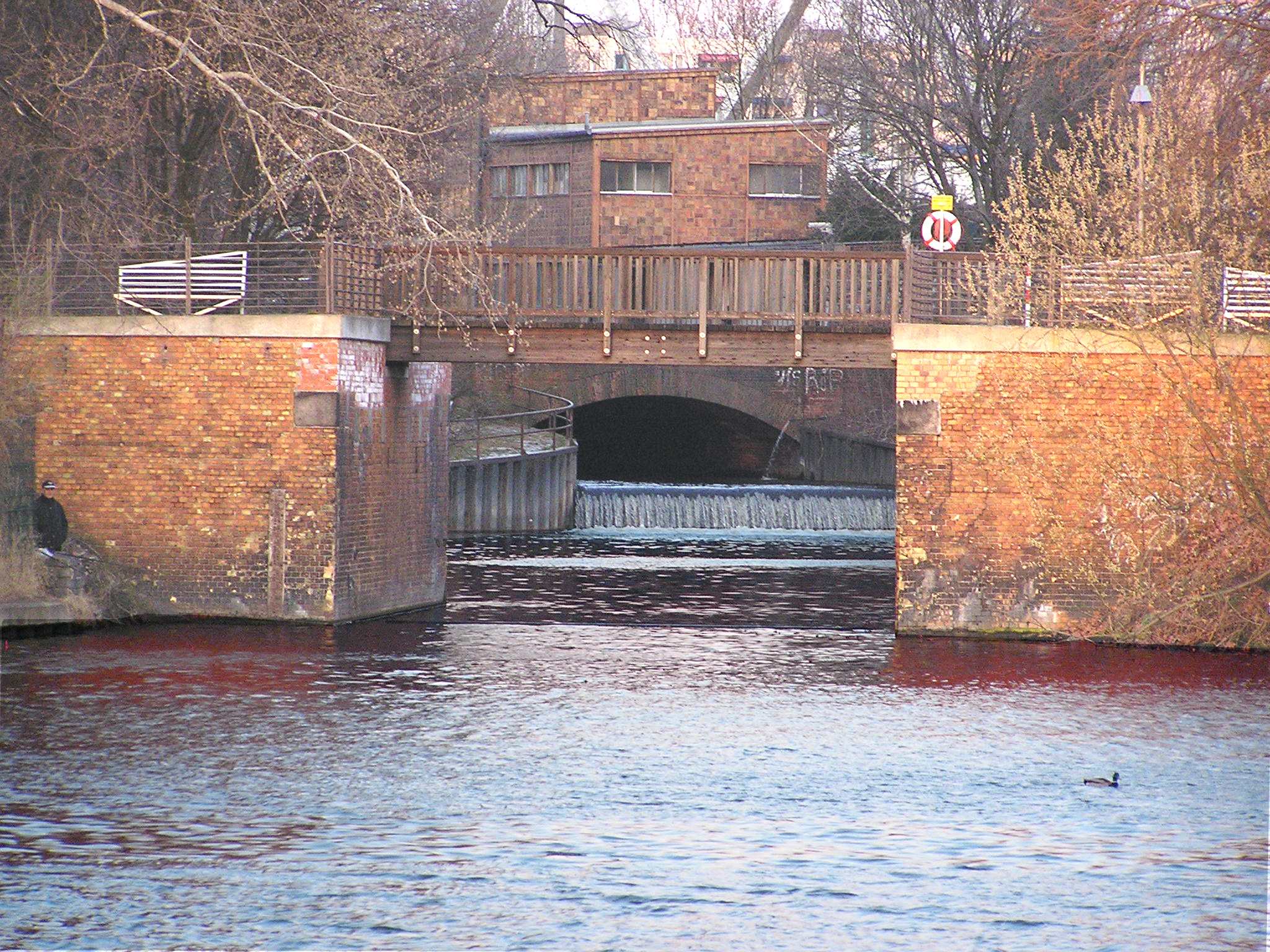
L'embouchure du premier bras, à Nordhafen